# J.J. Peterka
John-Jason "J.J." Peterka, född 14 januari 2002, är en tysk professionell ishockeyforward som spelar för Utah Mammoth i National Hockey League (NHL).
Han har tidigare spelat för Buffalo Sabres i NHL; Rochester Americans i American Hockey League (AHL); EHC Red Bull München i Deutsche Eishockey Liga (DEL) samt EC Red Bull Salzburg i österrikiska ishockeyligan (ICEHL).
Peterka draftades av Buffalo Sabres i andra rundan i 2020 års draft som 34:e spelare totalt.

## Statistik
| 2019–2020  | EHC Red Bull München  | DEL        | 42  | 7  | 4  | 11  | 14 | —  | — | — | —  | — |
| 2020–2021  | EHC Red Bull München  | DEL        | 30  | 9  | 11 | 20  | 8  | 2  | 1 | 0 | 1  | 0 |
|            | EHC Red Bull Salzburg | ICEHL      | 12  | 7  | 9  | 16  | 12 | —  | — | — | —  | — |
| 2021–2022  | Buffalo Sabres        | NHL        | 2   | 0  | 0  | 0   | 0  | —  | — | — | —  | — |
|            | Rochester Americans   | AHL        | 70  | 28 | 48 | 68  | 28 | 10 | 7 | 5 | 12 | 6 |
| 2022–2023  | Buffalo Sabres        | NHL        | 77  | 12 | 20 | 32  | 26 | —  | — | — | —  | — |
| 2023–2024  | Buffalo Sabres        | NHL        | 82  | 28 | 22 | 50  | 28 | —  | — | — | —  | — |
| 2024–2025  | Buffalo Sabres        | NHL        | 77  | 27 | 41 | 68  | 34 | —  | — | — | —  | — |
| NHL totalt | NHL totalt            | NHL totalt | 238 | 67 | 83 | 150 | 88 | —  | — | — | —  | — |
| DEL totalt | DEL totalt            | DEL totalt | 72  | 16 | 15 | 31  | 22 | 2  | 1 | 0 | 1  | 0 |

### Internationellt
| Källa: Uppdaterad: 2025-06-26 | Källa: Uppdaterad: 2025-06-26 | Källa: Uppdaterad: 2025-06-26 |         | Utv = Utvisningsminuter | Utv = Utvisningsminuter | Utv = Utvisningsminuter | Utv = Utvisningsminuter | Utv = Utvisningsminuter |
| År                            | Lag                           | Mästerskap                    | Matcher | Mål                     | Assists                 | Poäng                   | Utv                     |                         |
| ----------------------------- | ----------------------------- | ----------------------------- | ------- | ----------------------- | ----------------------- | ----------------------- | ----------------------- | ----------------------- |
| 2019                          | Tyskland                      | U18-D1                        | 5       | 2                       | 6                       | 8                       | 0                       |                         |
| 2020                          | Tyskland                      | JVM                           | 7       | 4                       | 2                       | 6                       | 16                      |                         |
| 2021                          | Tyskland                      | JVM                           | 5       | 4                       | 6                       | 10                      | 2                       |                         |
| 2021                          | Tyskland                      | VM                            | 6       | 1                       | 0                       | 1                       | 2                       |                         |
| 2023                          | Tyskland                      | VM                            | 10      | 6                       | 6                       | 12                      | 0                       |                         |
| 2024                          | Tyskland                      | VM                            | 8       | 5                       | 4                       | 9                       | 2                       |                         |
| Junior totalt                 | Junior totalt                 | Junior totalt                 | 17      | 10                      | 14                      | 24                      | 18                      |                         |
| Senior totalt                 | Senior totalt                 | Senior totalt                 | 24      | 12                      | 10                      | 22                      | 4                       |                         |